# Gulplister
Gulplister (Lamium galeobdolon) är en växtart i familjen kransblommiga växter. Arten har tidigare förts till ett eget släkte, Lamiastrum.
Den finns i stora delar av Europa, i Sverige endast i den sydligaste änden och där framför allt i bokskogar.